# Láng Sándor
Láng Sándor (Rákosszentmihály, 1913. július 29. – Budapest, 1982. január 6.) geográfus, karsztkutató, egyetemi tanár.

## Életrajza
Rákosszentmihályon született, édesapja lakatos volt, édesanyja háztartásbeli. Figyelésre és tanulásra biztatták. A település Újpalotához közeli részén laktak, ahonnan teljesen nyílt volt a látóhatár. Koragyermekkorát itt töltötte és figyelt fel a meteorológiai jelenségekre, illetve gyakran kirándult a hegyekbe, vagy a Duna-partra és a kőzeteket tanulmányozta. Később más országokba is ellátogatott. Kitűnően tájékozódott és rendkívüli memóriája volt, amivel gyakran kápráztatta el tanítványait. Nemcsak kiváló tudós, a földtudományok polihisztora volt, hanem szeretetreméltó személyiség is.
1931-ben a Budapesti VI. Kerületi Magyar Királyi Állami Kemény Zsigmond Reáliskola (Bulyovszky utca 22–26., 1956 óta Rippl-Rónai utca) érettségizett. Az 1931–32-es őszi tanévtől a budapesti Pázmány Péter Tudományegyetem (később Eötvös Loránd Tudományegyetem) Bölcsésztudományi Karára járt. Az első félévtől látogatta Cholnoky Jenő morfológiai óráit, majd Mauritz Béla, Papp Károly, Kéz Andor, Hézser Aurél, Száva-Kováts József előadásait hallgatta. 1936-ban földrajz–természetrajz szakon tanári, majd 1938-ban doktori oklevelet szerzett. 
1936-tól doktorandusként, csekély díjazással egyetemi professzora, Cholnoky Jenő mellett dolgozott. 1938-ban állami belföldi kutató ösztöndíjat kapott. Ekkor már a Magyar Földrajzi Társaság, a Magyarhoni Földtani Társulat és a Királyi Magyar Természettudományi Társulat tagja volt. 1938–1940 között Egerben a Dobó István Gimnáziumban (ahol a 154. sz. Dobó István cserkészcsapat parancsnoka lett és az intézményben a madárvédelem megszervezésében is buzgólkodott), 1940–1942 között a budapesti Toldy Ferenc Gimnáziumban (ahol a 11 Bocskai cserkészcsapat vezetőtisztje és az 1008-as számú Diákkaptár alapító vezetője volt) tanított.
Bulla Béla 1941-ben meghívta és ekkortól díjtalan egyetemi tanársegédnek nevezték ki a budapesti tudományegyetem fizikai földrajzi tanszékén. 1944-ben – épp légiriadó közben, egy pincében tartotta habilitációs előadását – magántanári képesítést szerzett a karsztmorfológia tárgyköréből. Ezzel biztatást kapott a hidrológiai karsztkutatásra, és először Budapest karsztvízzel való ellátásával foglalkozott, majd a főváros környékén, a Bükkben és másutt (például Aggteleken) folytatta a munkát. A háború végnapjaiban katonai szolgálatra hívták be, amit meteorológusként teljesített: rövid távú előrejelzéseket készített a hadsereg számára. 
Pest ostroma után, 1945. január 19-én többedmagával elkezdte a Múzeum körúton az egyetemi romokat takarítani, majd a dékán megbízásából újjáépítési főbiztos lett. Tíz tantermet hoztak rendbe, amivel 1945 március 9-én megkezdhették az oktatást. 1946-ban intézeti tanárrá, 1951-ben docenssé nevezték ki, így ettől kezdve energiáit az oktató- és kutatómunkájának szentelhette. Főbb tudományterületei a folyóteraszok (1939-től) és a karsztok kutatása voltak. Ezek mellett azonban a hidrometeorológiától az ősföldrajzi jelenségekig számos más témával foglalkozott még.
Miután 1955-ben nyerte el a földrajztudományok kandidátusa tudományos fokozatot, egyetemi docensként tanított tovább. Pályájában átmeneti változást jelentett, hogy az 1956-os forradalom és szabadságharc leverését követően, 1957–1963 között Szegedre, a természeti földrajzi tanszék élére helyezték – a nyugdíjba vonult Prinz Gyula helyét vette át tanszékvezetőként – és ingázott a két város között. Csak már Bulla Béla korai halála után, a politikai légkör kezdődő enyhülését látva kérvényezte visszahelyezését s tért vissza Budapestre.
Az Eötvös Loránd Tudományegyetem Általános Természetföldrajzi Tanszékének vezetőjévé 1963-ban nevezték ki. Vezetése alatt alakult meg a szakmódszertani csoport. Azonnal
megkezdte a fiatalítást is. Az örökölt oktatói személyzeten nem tudott érdemben változtatni, így a tanszék tudományos teljesítményét a saját, valamint elsősorban Székely András (aki 1972-ben utóda lett) és a kevésbé a kezdő fiatalok munkái jelentették.
1965-ben tanszékvezető egyetemi tanárrá, az ELTE Földrajzi Tanszékcsoportjának vezetőjévé nevezték ki, és ezt a munkakört 1972-ig töltötte be. 1978-ban nyugállományba vonult, de mint tudományos tanácsadó továbbra is rendszeresen tartott órákat. 1982. január 5-én még vizsgáztatott, de a következő napot már nem érte meg.
Felesége kéziratanyagát és könyveit a Magyar Földrajzi Múzeumnak adta át.

## Tudományos pályafutása
Előadásaiban, cikkeiben a természetföldrajz csaknem valamennyi ágával foglalkozott. Tudományos pályája kezdetén a negyedkori felszínfejlődés érdekelte, folyóterasz-kutatások kötötték le, majd a völgyhálózat fejlődését vizsgálta. Terepmunkáját hazai középhegységeinkben (Börzsöny, Mátra, Cserhát, Pilis, Bükk, Visegrádi-hegység, Gerecse, Bakony, Aggteleki-karszt) végezte. Alapvető tanulmányokat közölt a karsztmorfológia, a karszthidrológia és a hidrometeorológia témaköreiben. 
1955-ben kandidátusi, 1964-ben Természeti földrajzi tényezők működése címmel akadémiai doktori minősítést szerzett. Fontos szerepet játszott a földrajzi kutatások eredményeinek gyakorlati alkalmazásában. Több város: Budapest, Szekszárd, Pécs, Miskolc, Salgótarján ivóvíz- és iparvízi ellátásának megoldásához vagy fejlesztéséhez készített szakvéleményt. Megkülönböztetett figyelmet fordított arra, hogy a földrajzi kutatások miként szolgálhatják a társadalom, a termelőmunka érdekeit. 
A Magyar Földrajzi Társaság választmányi tagjaként, szakosztályi titkáraként, társelnökeként, a Magyar Karszt- és Barlangkutató Társulat elnökségi tagjaként 1962-től, majd elnökeként (1966-tól) gyakran képviselte tudományos fórumokon, nemzetközi rendezvényeken a geográfiát. 
Láng Sándor közbenjárására alakulhatott meg a Magyar Földrajzi Társaság Hegymászó Szakosztálya 1957. december 6-án.
Kutatásai révén sokat utazott. A Kárpát-medence tájainak egyik legalaposabb hazai ismerője volt. Számos hosszabb tanulmányutat tett Európában, az Alpokban, a Balkánon, Olaszországban, Nagy-Britanniában, Spanyolországban, a Szovjetunióban, Grúziában, Örményországban, Tádzsikisztánban, a Tien-sanban, Szibériában, a Bajkál-tó vidékén. Eljutott Indiába és Thaiföldre is. 1970-ben 6 hónapos vendégprofesszori működés céljából elutazott a leningrádi Zsdanov Állami Egyetemre. 1981. augusztusában a Magyar Karszt- és Barlangkutató Társulat képviseletében vett részt az USA-ban rendezett VIII. Szpeleológiai Világkongresszuson. 
Gábris Gyula így fogalmazott róla: „vitathatatlanul ő volt a földrajzosok között, aki a legjobban ismerte, sőt kutatta Magyarország tájait.”
Tudományos munkásságát több hazai és külföldi társaság magas kitüntetésekkel ismerte el: a Szovjetunió Földrajzi Társasága Bellingshausen-emlékéremmel tüntette ki, az olomouci Palaczky Egyetem Tudományos Tanácsa tiszteleti diplomával és aranyéremmel. 1977-ben MTESZ-díjat kapott. A Magyar Karszt- és Barlangkutató Társulat Kadić Ottokár-éremmel tüntette ki. 
1950-től a Hidrológiai Közlöny szerkesztője, a Karszt- és Barlangkutatásnak 1963–1980 között főszerkesztője volt. 1982-től a Magyar Hidrológiai Társaság tiszteletbeli tagja.
Majd negyven évi egyetemi oktatói tevékenysége eredményeként több generációt indított el a földrajztanári pályán. Publikációinak száma meghaladja a háromszázat, melyek között több könyv, egyetemi jegyzet és számos szakvélemény, javaslat található.
A Földrajzi Intézet fényképtárának hatalmas értéket képviselő anyagát a második világháborúban az ostrom idején és az 1956-os forradalom során is komoly károk érték. Láng Sándor érdeme, hogy a korábbi veszteséget leszámítva, a fényképtárat ismét használható állapotba hozta, amelyet Bulla Béla 1952–1954-ben, illetve 1962-ben megjelent egyetemi tankönyveiben látható képek is bizonyítanak. Az 1960-as éveket követően ez a fényképanyag perifériára szorult, mivel oktatási segédletként ettől kezdve már nem használták, muzeális értéket pedig még nem képviselt azok szemében, akik maguk is hozzájárultak gyarapításához. A tanszék 1967-es költözésekor, az új helyen kezelhetetlen módon raktározták, s később szinte elfelejtődött. Csak 1997-ben történt változás, amikor a Magyar Nemzeti Múzeum Történeti Fényképtára tartós letétben átvett 6445 db fotót, 1381 db negatívot és 2871 db diát, majd 2001-ben, a földrajz tanszékek Lágymányosra költözéskor újabb képek átadására is sor került.

## Munkái
Több könyv és egyetemi jegyzet szerzője volt, számos cikke jelent meg szaklapokban. Összesen több mint 300 publikációja volt. 1950-ben a Hidrológiai Közlönyt szerkesztője volt.
1939-től a folyóterasz-kutatások kötötték le, kiemelendő a Sajó, a Hernád, a Felső-Tisza és a Lápos teraszrendszerének leírása. Szinte minden magyarországi középhegységben végzett a tönkfelszínek kialakulásával kapcsolatos kutatásokat, amelyeknek az eredményeiről számos tanulmányban számolt be, elsősorban a Földrajzi Közleményekben és a Földrajzi Értesítőben. Később az MTA Földrajzi Monográfiák sorozatban két könyve jelent meg. 
1958–1964 között több kiadást ért meg a Leíró természeti földrajz, I–III. egyetemi jegyzet, amit Kéz Andorral közösen készített.
- Felvidéki folyóterraszok Földrajzi Közlemények 8-10. 153-159. (1936)[16]
- Felvidéki karsztok – Földrajzi Közlemények 65. 6-7. 146-151. (1937)[16]
- Folyóterasz-tanulmányok. Doktori értekezés, 1938.
- Morfológiai megfigyelések a Rozsnyói-medencében – Földrajzi közlemények 1. 38-44. (1940)[16]
- Az imókői forrásbarlang bejárata. Hidrológiai Közlöny, 1941.
- Újabb adatok a Szilicei jégbarlangról. Hidrológiai Közlöny, 1941.
- Jégkori talajfolyás Budakeszi határában – Földrajzi Közlemények 71. (1943)[16]
- Matematikai és csillagászati földrajz és térképészet. Budapest, 1952.
- A Börzsöny geomorfológiája I. – Földrajzi Értesítő 2. 315. (1952)[16]
- A Börzsöny geomorfológiája II. – Földrajzi Értesítő 3. (1952)[16]
- A Cserhát geomorfológiája – Földrajzi Értesítő 4. 738 (1952)[16]
- A Mátra geomorfológiája – Földrajzi Értesítő 3. 512. (1952)[16]
- A Pilis morfológiája. Földrajzi Értesítő, 1953. (2. köt.) 3. füz. 336-369. old.
- Hidrológiai és morfológiai tanulmányok a Bükkben. Hidrológiai Közlöny, 1954. 1-2. / Hidrológiai Közlemények 34. 70-81. (1954)[16]
- Geomorfológiai tanulmányok az Aggteleki karsztvidéken Földrajzi Értesítő 4. 1. 1-17. (1954)[16]
- Matematikai és csillagászati földrajz és térképészet. 1955.
- A Mátra és a Börzsöny természeti földrajza. Bp., 1955. – Földrajzi Monográfiák sorozat
- Hazánk artézi kútjai, mint természeti erőforrások – Hidrológiai Tájékoztató 1963. Június 10-14.[16]
- Természeti földrajzi tényezőink jelenlegi működése – Földtani Közlöny 95. 102. (1965)[16]
- Reletionship between the young sedimentation of the Hungarian basins and paleoclimate and surface evolution. Acta Geologica, Tom. VIII. Fasc. 1-4.
- A Bükk geomorfológiai vázlata. Karszt- és Barlangkutatási Tájékoztató, 1964. 5–6. füz. 83–87. old.
- A víz szerepéről hazánk természeti földrajzi környezetében. Földrajzi Közlemények, 1966. 1.
- Jugoszlávia dinári karsztjainak fejlődése. Karszt és Barlang, 1967. I-II. félév.
- A Cserhát természeti földrajza. Bp. 1967. – Földrajzi Monográfiák sorozat
- Jugoszlávia dinári karsztjainak fejlődése (Befejező rész). Karszt és Barlang, 1968. I-II. félév.
- A hazai karsztok és környékük lepusztulásának egyes kérdései. Karszt és Barlang, 1971. I. félév.
- Karsztvízforgalom a Dunántúli Középhegységben. Karszt- és Barlangkutatás, 1973.
- Karsztvízforgalom és karsztvízháztartás a Dunántúlon. Földrajzi Közlemények, 1975. 3-4.
- Általános természeti földrajz I-II. Egyetemi jegyzet, Budapest, 1975.

## Díjai, elismerései
- Dicséret – Országos középiskolai földrajzi tanulmányi verseny (Nagymagyarország és Csonkamagyarország néprajzi viszonyai térképpel, 1931)[17]
- Cholnoky-pályadíj (Földrajzi Társaság,1942)[8]
- földrajztudományok kandidátusa tudományos fokozat (1955)[8]
- földrajztudományok doktora akadémiai fokozat (a Természeti földrajzi tényezők működése c. értekezésével, 1965)[8]
- A Szocialista Földrajzért oklevél (később Pro Geographia, 1969)[8]
- Centenáriumi Emlékérem (Országos Meteorológiai Intézet, 1970)[8]
- Antarktisz orosz felfedezésének 150. éves jubileuma Emlékplakett (a magyar-szovjet földrajztudományi kapcsolatok eredményes ápolásáért, a Szovjet Tudományos Akadémia Nemzetközi Antarktisz Bizottsága, 1972)[18]
- Bellingshausen-emlékérem (Szovjetunió Földrajzi Társasága, a VI. Nemzetközi Szpeleológiai Kongresszus alkalmával 1973)[8]
- Bugát Pál-emlékérem II. fokozata (a szakosztály élén kifejtett eredményes munkájáért, TIT budapesti Földtudományi Szakosztály, 1977)[19][20]
- MTESZ-díj (1977)[8]
- Kadić Ottokár-érem (Magyar Karszt- és Barlangkutató Társulat, 1977)[8]
- Steiner Lajos-emlékérem (Országos Meteorológiai Társaság, 1979)[8]
- Az olomouci Palaczky Egyetem Tudományos Tanácsa tiszteleti diploma és aranyérem

## Emlékezete
- József-hegyi-barlang Láng Sándor-terem[21]